# Carex chaffanjonii
Espèce
Classification phylogénétique
Carex chaffanjonii est une espèce des plantes du genre Carex et de la famille des Cyperaceae.